# Петрівська сільська рада (Сновський район)
Петрі́вська сільська́ ра́да — адміністративно-територіальна одиниця та орган місцевого самоврядування у Щорському районі Чернігівської області. Адміністративний центр — село  Петрівка.

## Загальні відомості
Петрівська сільська рада утворена в 1919 році.
- Територія ради: 48,205 км²
- Населення ради: 1290 осіб (станом на 2001 рік)

## Населені пункти
Сільській раді підпорядковані населені пункти:
- с.  Петрівка
- с. Журавок

## Склад ради
Рада складається з 15 депутатів та голови.
- Голова ради: Деркач Марія Федорівна
- Секретар ради: Малетич Марія Василівна

### Керівний склад попередніх скликань
| ПІБ                    | Основні відомості                                                                                          | Дата обрання | Дата звільнення |
| ---------------------- | --- | ------------ | --------------- |
| Деркач Марія Федорівна | Сільський голова, 1960 року народження, освіта вища, член Соціал-демократичної партії України (об'єднаної) | 26.03.2006   | 31.10.2010      |
| Деркач Марія Федорівна | Сільський голова, 1960 року народження, освіта вища, позапартійна                                          | 31.10.2010   |                 |

Примітка: таблиця складена за даними джерела

### Депутати
За результатами місцевих виборів 2010 року депутатами ради стали:

#### За суб'єктами висування
| Суб'єкт висування         | Кількість обраних депутатів | %    |
| ------------------------- | --------------------------- | ---- |
| Партія регіонів           | 13                          | 86,7 |
| Народна партія            | 1                           | 6,7  |
| Українська Народна Партія | 1                           | 6,7  |

#### За округами
| № округу                  | Прізвище, ім'я, по батькові     | Дата визнання обраним | Освіта  | Партійна приналежність           | Відомості про обраного депутата                                        |
| ------------------------- | ------------------------------- | --------------------- | ------- | -------------------------------- | ---------------------------------------------------------------------- |
| Народна Партія            |                                 |                       |         |                                  |                                                                        |
| 14                        | Сукницький Станіслав Павлович   | 05.11.2010            | середня | член Народної партії             | Щорський райагролісгосп, лісничий                                      |
| Партія регіонів           |                                 |                       |         |                                  |                                                                        |
| 1                         | Грабовець Наталія Іванівна      | 05.11.2010            | середня | позапартійна                     | ПП «Яна-плюс», комірник                                                |
| 2                         | Гайдамака Ольга Федорівна       | 05.11.2010            | середня | позапартійна                     | Сільська лікарська амбулаторія, медсестра                              |
| 4                         | Малетич Олексій Володимирович   | 05.11.2010            | вища    | позапартійний                    | церква, настоятель                                                     |
| 5                         | Петренко Тетяна Олександрівна   | 05.11.2010            | середня | позапартійна                     | Сільська рада, бухгалтер                                               |
| 6                         | Малетич Марія Василівна         | 05.11.2010            | вища    | член Партії регіонів             | Сільська рада, секретар                                                |
| 7                         | Жук Микола Іванович             | 05.11.2010            | вища    | позапартійний                    | тимчасово не працює                                                    |
| 8                         | Вишгородська Леся Юріївна       | 05.11.2010            | вища    | позапартійна                     | приватний підприємець                                                  |
| 9                         | Сорока Олександр Павлович       | 05.11.2010            | середня | позапартійний                    | тимчасово не працює                                                    |
| 10                        | Гладченко Любов Анатоліївна     | 05.11.2010            | середня | позапартійна                     | Управління праці та соціального захисту населення, соціальний робітник |
| 11                        | Ковальчук Любов Миколаївна      | 05.11.2010            | вища    | позапартійна                     | тимчасово не працює                                                    |
| 12                        | Павук Світлана Олександрівна    | 05.11.2010            | середня | позапартійна                     | Відділення зв'язку, листоноша                                          |
| 13                        | Василець Микола Миколайович     | 05.11.2010            | середня | позапартійний                    | Управління газового господарства, слюсар                               |
| 15                        | Мотчана Валентина Миколаївна    | 05.11.2010            | середня | позапартійна                     | Управління праці та соціального захисту населення, соціальний робітник |
| Українська Народна Партія |                                 |                       |         |                                  |                                                                        |
| 3                         | Костеневич Костянтин Вікторович | 05.11.2010            | вища    | член Української Народної Партії | Петровський НВК, вчитель                                               |